# 漢斯·克里斯蒂安·倫拜
漢斯·克里斯蒂安·倫拜（丹麥語：Hans Christian Lumbye；1810年5月2日—1874年3月20日），丹麥浪漫主義時期作曲家，以創作華爾滋、波尔卡、蓋洛普等舞曲著名，被譽為「北國的施特勞斯」。

## 生平
童年
倫拜的父親是一名來自丹麥南部歐登塞附近農村的士兵，倫拜出生時駐紮在哥本哈根。而在倫拜6歲時的1816年冬，其父的部隊遷駐蘭訥斯，在西蘭島到菲英島的渡輪上，倫拜據說病得很厲害，更損害了聽力，更有指因此導致倫拜老年的聽力問題。
軍樂隊
倫拜在蘭訥斯學會了拉小提琴，並在11歲那年，即1821年，隨父回到歐登塞，學會了吹小號，並在14歲那年加入當地的龍騎兵樂團，而另一位丹麥作曲家卡爾·尼爾森正正在50年後重複了倫拜的這一經歷。而歐登塞城內的樂師很快發現了倫拜的天才，並傳授了樂理給他，他也很快開始作起小調和進行曲。1829年，倫拜獲調往哥本哈根，並在首都的龍騎兵部隊擔當小號手。
倫拜樂團
倫拜在無須在龍騎兵團當值之時，就會在哥本哈根首席舞會指揮福塞（Füssel）的樂團為舞會伴奏。倫拜藉此繼續作曲，並開始寫很多舞曲。倫拜逐漸成為哥本哈根上流社會炙手可熱的舞會和嘉年華的指揮。
而此時一支來自施蒂利亞的奧地利樂隊，將約瑟夫·蘭納和老約翰·施特勞斯的音樂帶到哥本哈根，並立即大受歡迎。倫拜很快就參考他們的風格作曲，大獲公眾好評，倫拜的流行程度再上一層樓。
趣伏里公園
1843年，哥本哈根的趣伏里公園開幕，倫拜和其樂隊獲邀，每年的春天到早秋，在公園裡的音樂廳舉辦音樂會。在冬天公園停業的時候，倫拜樂團的樂團就會在哥本哈根的其他劇院和上流社會的派對中演奏，或到國外巡演。
而在1847年，福塞將倫拜和趣伏里公園的管理層告上法庭，指自己此前壟斷了哥本哈根的舞會音樂事業，被告侵害了他的利益。福塞的興訟被駁回，倫拜的事業繼續蓬勃，而他的樂隊可謂齊集哥本哈根最好的樂手，很快就可以將新的輕音樂作品上手而著名，因此成為了哥本哈根音樂協會樂團（丹麥語：Musikforeningens orkester）的骨幹成員。
而在1844至1846年見的冬天，倫拜帶著自己的樂團訪問了巴黎、維也納和柏林，1850年在聖彼得堡呆了五個月，其後再次訪問了巴黎、柏林和漢堡，還有丹麥各大城市。
家族、晚年和傳奇
倫拜於1832年娶妻成家，並育有二子三女。兩個兒子都成為了音樂家，都有為在趣伏里家族樂團作曲或擔當指揮，女兒凱洛琳也懂作曲。其孫盖奥尔·格霍伯格（George Høeberg）曾擔任丹麥皇家樂團的指揮，提平·倫拜（Tipping Lumbye）也在趣伏里擔當指揮。

1872年倫拜自趣伏里退休，他因為聽力問題，已經無力再指揮，1873年5月，他坐在椅子上，最後一次指揮《香檳蓋洛普》，1874年卒於哥本哈根。
而他當年成立的樂隊依然存延至今，夏天繼續以趣伏里交響樂團（丹麥語：Tivolis Symfoniorkester）繼續在趣伏里的音樂廳演奏，冬天則改稱西蘭交響樂團（Sjællands Symfoniorkester）。

## 作品
倫拜寫下了700多首音樂作品，並且是為數極少的丹麥作曲家，為外國人所知，並為外國樂團所奏。而相對於施特勞斯家族和蘭納的圓舞曲，倫拜創作了很多蓋洛普、馬祖卡、波爾卡和進行曲，還有寫過些消遣小品（Divertissements）和幻想曲。他還為皇家劇院（丹麥語：Det kongelige Teater）譜寫過芭蕾舞劇和戲劇音樂，尤其是為安徒生的戲劇，和芭蕾編舞大師奧古斯特·布農維爾（August Bournonville）的芭蕾舞劇《拿波利》和《亞馬格的守衛》（丹麥語：Livjægerne on Amager）提供音樂。
而倫拜的音樂勤快而富節奏感，他往往在城市有節慶時譜寫音樂，並往往題獻給皇室人員和地方權貴。
而其作品的樂隊配置和今天管弦樂隊的配置稍有不同，弦樂隊的人數甚至比木管部的為少，倫拜也很喜歡使用鈴鐺和木琴等奇特的敲擊樂器，製作特別聲效。
而他的《香檳加洛普》今天依然流行，以開始時敲擊樂手模擬開香檳瓶時的響聲而著名。而另一首著名的舞曲，《哥本哈根鐵路公司蓋洛普》，則是以模擬蒸汽火車起動到下一次停站的完整過程的響聲而著名。法國著名作曲家，也是著名樂評人白遼士曾盛讚倫拜：「他的圓舞曲不單美麗而吸引人，而且章法工整，配器完美，一點也不庸俗。」

## 外部連結
- 互联网档案馆中漢斯·克里斯蒂安·倫拜的作品或与之相关的作品
- 丹麥皇家圖書館對倫拜作品的目錄 （页面存档备份，存于）
- 倫拜協會
- 漢斯·克里斯蒂安·倫拜的免费乐谱，由国际乐谱典藏计划提供